# حيران (الرجم)

تعديل مصدري - تعديل

حيران هي إحدى قرى عزلة المدني بمديرية الرجم التابعة لمحافظة المحويت، بلغ تعداد سكانها 234 نسمة حسب تعداد اليمن لعام 2004.